# Les Gaîtés de l'escadron (film, 1954)
Pour les articles homonymes, voir Les Gaîtés de l'escadron.
Pour plus de détails, voir Fiche technique et Distribution.
Les Gaîtés de l'escadron (Allegro squadrone) est un film franco-italien réalisé par Paolo Moffa et sorti en 1954. Il est adapté de la pièce de théâtre du même nom de Georges Courteline (1886). Le film a été tourné en couleurs par procédé Technicolor aux studios de Cinecittà.

## Synopsis
Le film se présente comme une série de croquis caricaturaux des militaires d'un escadron de cavalerie française à la fin du XIXe siècle. Les officiers supérieurs donnent des ordres ambigus ou difficiles à exécuter qui sont transmis par la voix hiérarchique aux officiers puis aux sous-officiers, parmi lesquels l'adjudant Flick interprété par Paolo Stoppa, et enfin à la troupe qui en subit les conséquences.
En particulier, le problème posé par l'arrivée inattendue d'un gros groupe de civils rappelés, à la veille de l'inspection de la part d'un général de l'état-major est résolu en envoyant tout l'escadron en prison, avec des motifs évidemment futiles ou inventés, pour héberger les réservistes dans la chambrée à présent libre et donner une apparence d'ordre et d'efficacité pendant l'inspection du général. La disciple poussé à l'excès et le conflit de pouvoirs génère au contraire injustice et anarchie.

## Fiche technique
- Titre italien : Allegro squadrone
- Réalisation : Paolo Moffa
- Scénario : Suso Cecchi D'Amico, Sandro Continenza, Marcel Camus, d'après la pièce Les Gaîtés de l'escadron de Georges Courteline[1]
- Dialogues : Michel Audiard
- Production : Film Costellazione Produzione, Les Films Fernand Rivers, Zebra Films
- Photographie : Václav Vích
- Musique : Annibale Bizzelli
- Montage : Eraldo Da Roma
- Durée : 90 minutes
- Dates de sortie:
  - Italie : 24 septembre 1954
  - France : 10 juin 1955

## Distribution
- Vittorio De Sica : le général
- Daniel Gélin : le soldat Frédéric d'Héricourt
- Alberto Sordi : le soldat Vergisson
- Paolo Stoppa : Flick
- Jean Richard : le soldat Laperrine
- Silvana Pampanini : Albertina
- Charles Vanel : le capitaine Hurluret
- Carlo Lombardi : 	le major
- Riccardo Fellini : le soldat Bonaparte
- Uta Franz